# Iwan Dratsch

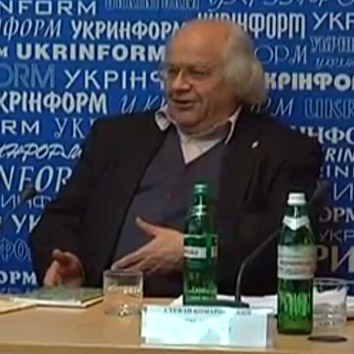
Iwan Dratsch (2012)

Iwan Fedorowytsch Dratsch (ukrainisch Іван Федорович Драч; * 17. Oktober 1936 in Telischynzi, Oblast Kiew, Ukrainische SSR; † 19. Juni 2018 in Kiew, Ukraine) war ein ukrainischer Schriftsteller, Drehbuchautor, Dramatiker, politischer Aktivist und Bürgerrechtler.

## Leben
Schon in seinen Jugendjahren war Dratsch als Ausbilder beim örtlichen Komsomolkomitee tätig und unterrichtete russische Sprache und Literatur an der örtlichen Schule. Seine ersten Gedichte wurden im Jahr 1951 in einer örtlichen Zeitung veröffentlicht. Da er sein in Kiew begonnenes Studium an der Philologischen Fakultät aufgrund politischer Differenzen nicht beenden konnte, studierte er in Moskau Drehbuch und Dramaturgie. In den folgenden Jahren war er aktiv am öffentlichen Leben der Ukraine beteiligt, da er neben Gedichtbänden und Drehbüchern auch kritische Essays zur Gegenwart verfasste. Zunehmend trat er auch als Drehbuchautor in Erscheinung; so schrieb er das Skript für die Verfilmung aus dem Jahr 1983 der Erzählung Abende auf dem Weiler bei Dikanka von Nikolai Gogol sowie für andere Erzählungen Gogols und weitere Filme.
Im Jahr 2006 erhielt er den Titel Held der Ukraine.

## Politische Karriere
Da er sich durch seine an Metaphern und Neologismen reiche Sprache weit von der Vorgabe des Sozialistischen Realismus entfernt hatte und Kontakte zu bekannten politischen Dissidenten pflegte, stand er unter starker Kritik. Nachdem er jedoch in einem öffentlichen Brief im Jahr 1966 erklärt hatte, dass er den Kontakt zu den Dissidentenkreisen aufgeben werde, wurde er als sowjetischer Kulturbeauftragter eingesetzt.
Zum Ende der 1980er Jahre war er in der Ukraine politisch sehr aktiv und einer der Initiatoren der Organisation Ruch (heute: Nationale Volkspartei der Ukraine), deren Vorsitzender er von 1989 bis 1992 war. Dabei ging es ihm darum, einen souveränen ukrainischen Staat zu etablieren.
Zudem wurde er seit 1990 mit zweimaliger Wiederwahl zum Parlamentsabgeordneten der Ukraine gewählt.

## Werk
In seinen zahlreichen Gedichtsammlungen taucht immer wieder das Motiv der Sonne auf, für ihn als „Verkörperung der menschlichen Sehnsucht nach Wahrheit, Schönheit, Kühnheit, Gerechtigkeit, Zärtlichkeit usw. zu betrachten […], denn der Mensch hat die Eigenschaft in den Himmel zu schauen, da er kein Tier ist.“
Mit jenen Sehnsüchten des Menschen hat er sich auch in seinen literaturkritischen Aufsätzen und Essays auseinandergesetzt, in denen er u. a. die Theorien Skoworodas und Pablo Nerudas bespricht.
Er galt als einer der Hauptvertreter der Sechziger (Šistdesjatnyky), deren Literatur in den 1960er Jahren von der Anklage gegen die Vatergeneration gezeichnet war, die im Stalinismus widerstandslos gelebt hat. Seine literarischen Hauptthemen waren zu jener Zeit der Ruf nach der fehlenden Wahrheit und Aufrichtigkeit im sozialistischen System.
Der Tod Schewtschenkos:
In seiner lyrischen Sinfonie aus dem Jahr 1962 beschreibt er das Sterben des Dichters als den Beginn seiner Unsterblichkeit. Die Handlung ist zweigeteilt in die Teile Kirschrote Blüte und Kirschroter Wind. Im ersten Teil werden die Leiden und die Qual der Ukraine nach dem Empfinden Schewtschenkos, der in die Situation seiner Heimat nicht mehr eingreifen kann, dargestellt. Im zweiten Teil zeigt er die Notwendigkeit auf, sich nach Krise und Leiden, auf den Kampf zur Verbesserung der Situation einzulassen. Dieser könne letztendlich nur zum Sieg führen und der Ukraine die ersehnte Eigenständigkeit bringen.

## Gedichtbände (Auswahl)
- 1962 Sonjašnyk (Соняшник)
- 1962 Vitčyzna (Вітчизна)
- 1965 Protuberanzi Sercja (Протуберанцi Серця)
- 1967 Balady budniv(Балади буднів)
- 1972 Do Džerel (До Джерел)
- 1974 Korin' i krona (Корiнь i крона)
- 1976 Kyïvs'ke nebo (Киïвське небо)
- 1978 Sonjačnyj Fenyks (Сонячний Феникс)
- 1980 Amerykans'kyj Zošyt (Американський Зошит)
- 1981 Šablja i chustyna (Шабля i хустина)
- 1980 Zorja i Smert' Pablo Nerudy (Зоря i смерть Пабло Неруди)
- 1988 Chram Soncja (Храм Сонця)